# Molly Nyman
Molly Nyman ist eine britische Komponistin.
Sie ist die ältere Tochter des Komponisten Michael Nyman und hat bereits Filmmusik für zahlreiche Kinospielfilme (u. a. Road to Guantanamo, Hard Candy und Die Österreichische Methode) komponiert, meistens in Zusammenarbeit mit Harry Escott.
Molly Nyman ist außerdem als Darstellerin in Peter Greenaways The Falls zu erleben, wie auch ihre Mutter, Aet Nyman.

## Filmografie
Filmmusik
- 2003: We Built This City: New York (mit Harry Escott)
- 2005: Hard Candy (mit Harry Escott)
- 2005: What’s Your Name 41?
- 2006: The Road to Guantanamo (mit Harry Escott)
- 2006: Deep Water (mit Harry Escott)
- 2006: Ghosts
- 2006: Die Österreichische Methode (mit Harry Escott)
- 2007: Ein mutiger Weg (A Mighty Heart)

als Schauspielerin
- 1980: The Falls